# Parc Roi Baudouin
Le parc Roi Baudouin (en néerlandais : Koning Boudewijnpark) est un parc public belge situé au nord-ouest de Bruxelles dans les communes de Jette et Ganshoren. Il est composé de zones boisées, marécageuses ainsi que de prairies et d'étendues d'eau. Il est nommé en l'honneur du 5e roi des Belges, Baudouin.

## Histoire[3]
Le parc Roi Baudouin est né de l'idée de relier entre eux, par la vallée du Molenbeek, le bois du Laerbeek, le marais de Jette-Ganshoren, le Poelbos, le bois de Dieleghem et le bois du Sacré-Cœur de Jette appartenant à l'école du même nom. Ainsi serait créé un vaste ensemble forestier et rural de 110 hectares dont 53 entièrement boisés. Il permettrait de réaliser au nord-ouest de Bruxelles un parc d'intérêt régional qui soit le pendant du bois de la Cambre au sud et du parc de Woluwe à l'est.
Les terrains concernés provenaient d'une part de ventes directes, à la commune de Jette dans l'immédiat après-guerre et à la Région bruxelloise en 1978, d'une partie du parc du Sacré-Cœur que les sœurs ne pouvaient plus entretenir, et d'autre part d'expropriations effectuées dans les années 1960 dans le cadre d'un plan d'urbanisme prévoyant la création de nouvelles voies de pénétration le long de la ligne de chemin de fer à partir du Ring de Bruxelles.
 

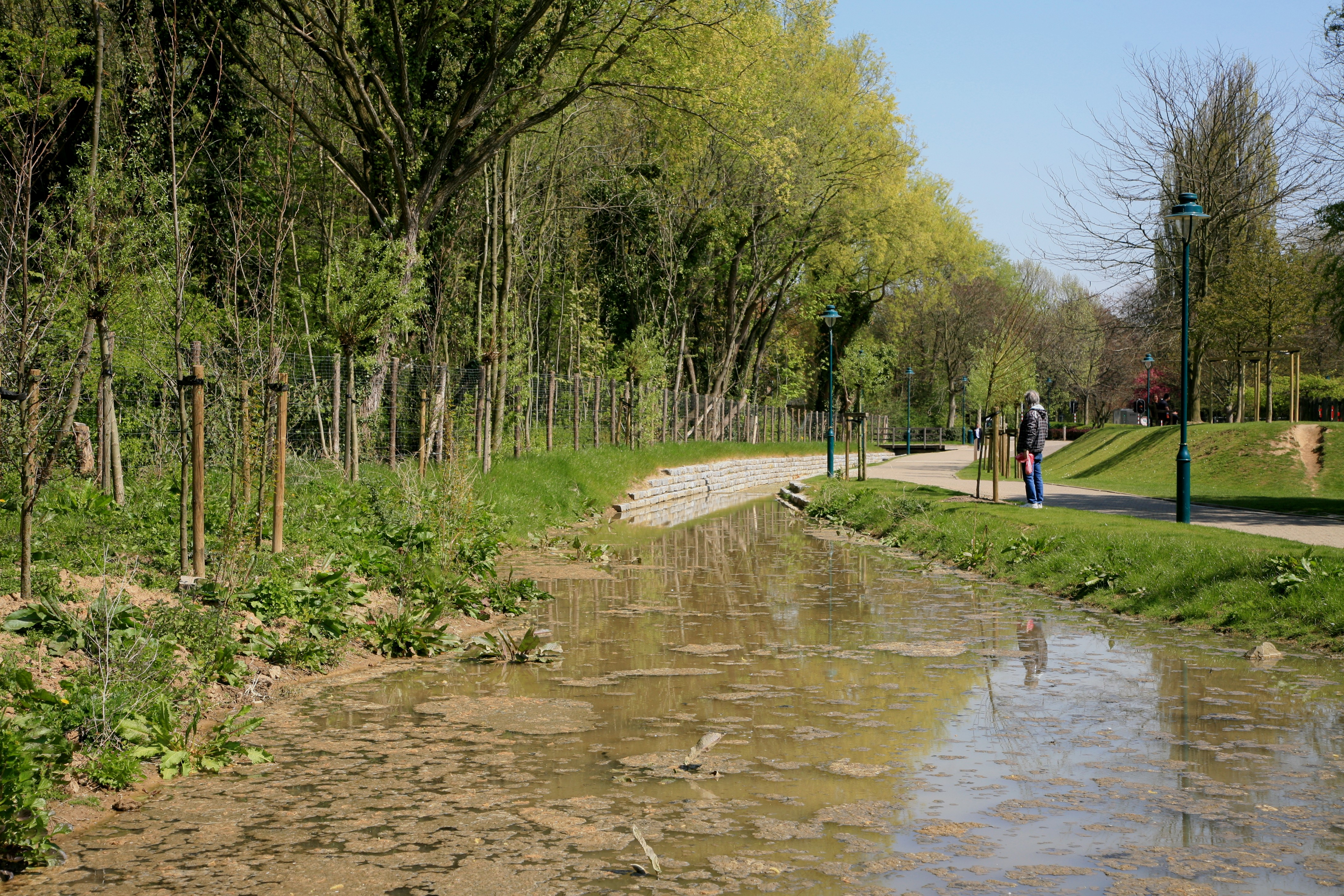
Mise à ciel ouvert du Molenbeek

L'aménagement du parc s'est faite en trois phases, inaugurées respectivement le 21 mars 1981 pour l'espace compris entre l'avenue du Sacré-Cœur et la rue Eugène Toussaint, le 6 mars 1983 pour la partie située entre cette dernière et l'avenue de l'Exposition Universelle et le 22 avril 1989 pour le tronçon situé entre celle-ci et le bois du Laerbeek. En 2015, dans le cadre du projet SCALDWIN, le cours du Molenbeek fut remis à ciel ouvert dans les phases 1 et 2, où il était voûté. L'aménagement du parc Roi Baudouin a permis de préserver en grande partie le caractère ouvert de la vallée du Molenbeek.

## Description[3]

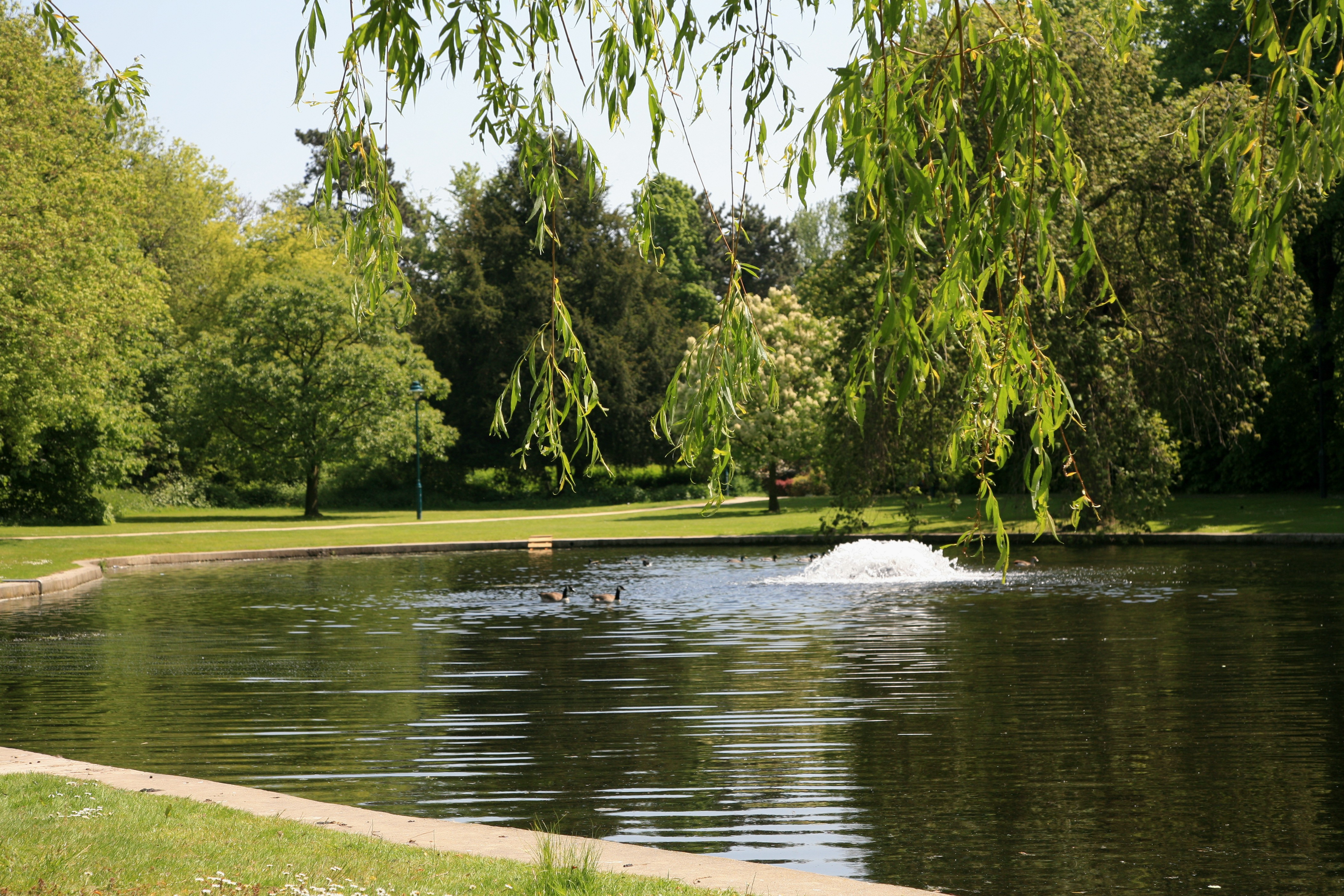
Vestige du Vondelvijver

La première partie du parc Roi Baudouin couvre 13 hectares repris à l'ancienne propriété du Sacré-Cœur. Pour l'essentiel, il a gardé l'aspect du parc d'autrefois. Pourvu d'une large promenade piétonne et d'une piste cyclable, il comprend une grande prairie bordée de jeux, un étang de pêche, un chemin pavé et un chenal pittoresque, parsemé de rocailles, qui sillonne la vieille hêtraie, tapissée d'ail des ours au printemps. L'étang est un des derniers vestiges du Vondelvijver, réservoir-vivier du moulin à eau de l'abbaye de Dieleghem.
La deuxième partie, située entre la rue Eugène Toussaint et l'avenue de l'Exposition Universelle, est occupée en son centre par un étang qui sert de bassin de retenue aux crues du Molenbeek jusqu'à sa remise à ciel ouvert. Ses 8 hectares ont été aménagés à l'emplacement d'anciens potagers et de marécages. L'étang est agrémenté de plantes aquatiques que l'on peut découvrir à partir d'un ponton aménagé en 1992. Il est bordé principalement de saules, d'aulnes glutineux et d'un févier. Derrière les buissons de la face nord, se trouve le lit canalisé du Molenbeek qui alimente l'étang et disparaît ensuite dans un vaste collecteur souterrain.

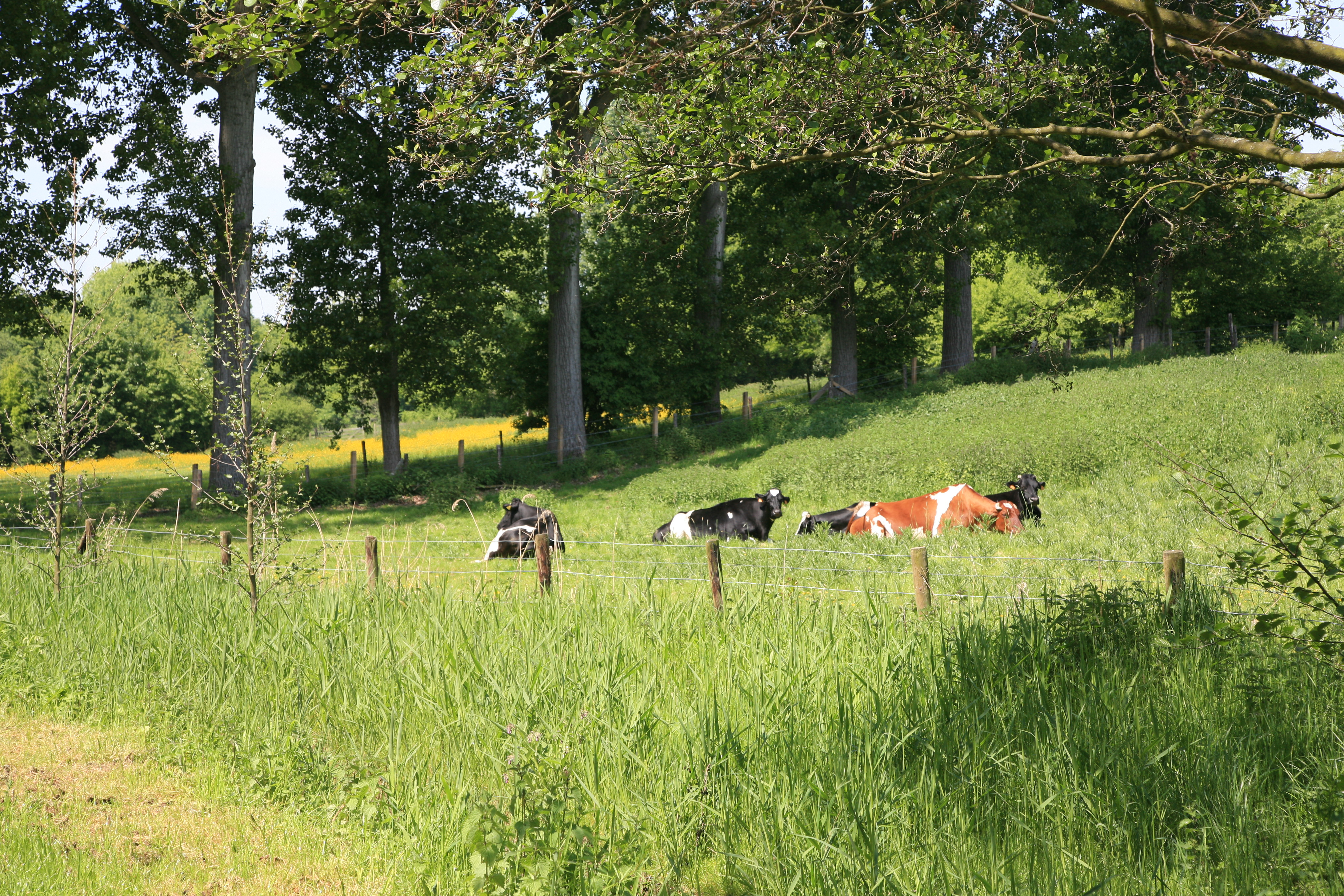
Prairies du parc Roi Baudouin (phase 3)

La troisième partie, de loin la plus vaste, commence à l'avenue de l'Exposition Universelle et s'étend jusqu'au bois du Laerbeek, à la ligne de chemin de fer vers Termonde et aux installations hospitalières de l'Universitair Ziekenhuis Brussel (UZ Brussel). Elle est reliée aux autres parties du parc par une passerelle piétonne qui surplombe l'avenue. L'aménagement tire parti des erreurs commises lors des deux premières phases qui n'ont pas respecté l'aspect original du site, ni ses caractères botaniques. Ce dernier tronçon est découpé en trois espaces correspondant à leur usage : le parc ou la nature composée dans l'espace XIXe siècle qui entoure le chalet du Laerbeek de style normand (1908) ; la campagne ou la nature travaillée aux différents registres : le bois, l'enclave, le bocage et la prairie ; le marais ou la nature spontanée accessible uniquement par un bâtiment à vocation pédagogique et des passerelles.
Etirée sur près d'un kilomètre et demi, la vallée comprise entre l'avenue de l'Exposition Universelle, le cimetière de Ganshoren et le chemin de fer comprend une zone humide très riche – le marais de Jette-Ganshoren – des pâturages qui fleurissent au printemps, des potagers, un verger, quelques champs encore cultivés et un bois. Renfermant de nombreuses sources qui affleurent, le site est sillonné par de petits chemins campagnards pittoresques et parcouru par le Molenbeek, bordé de peupliers et de saules têtards. Ce dernier est alimenté par les eaux de ses affluents, le Laerbeek et le Poelbos.

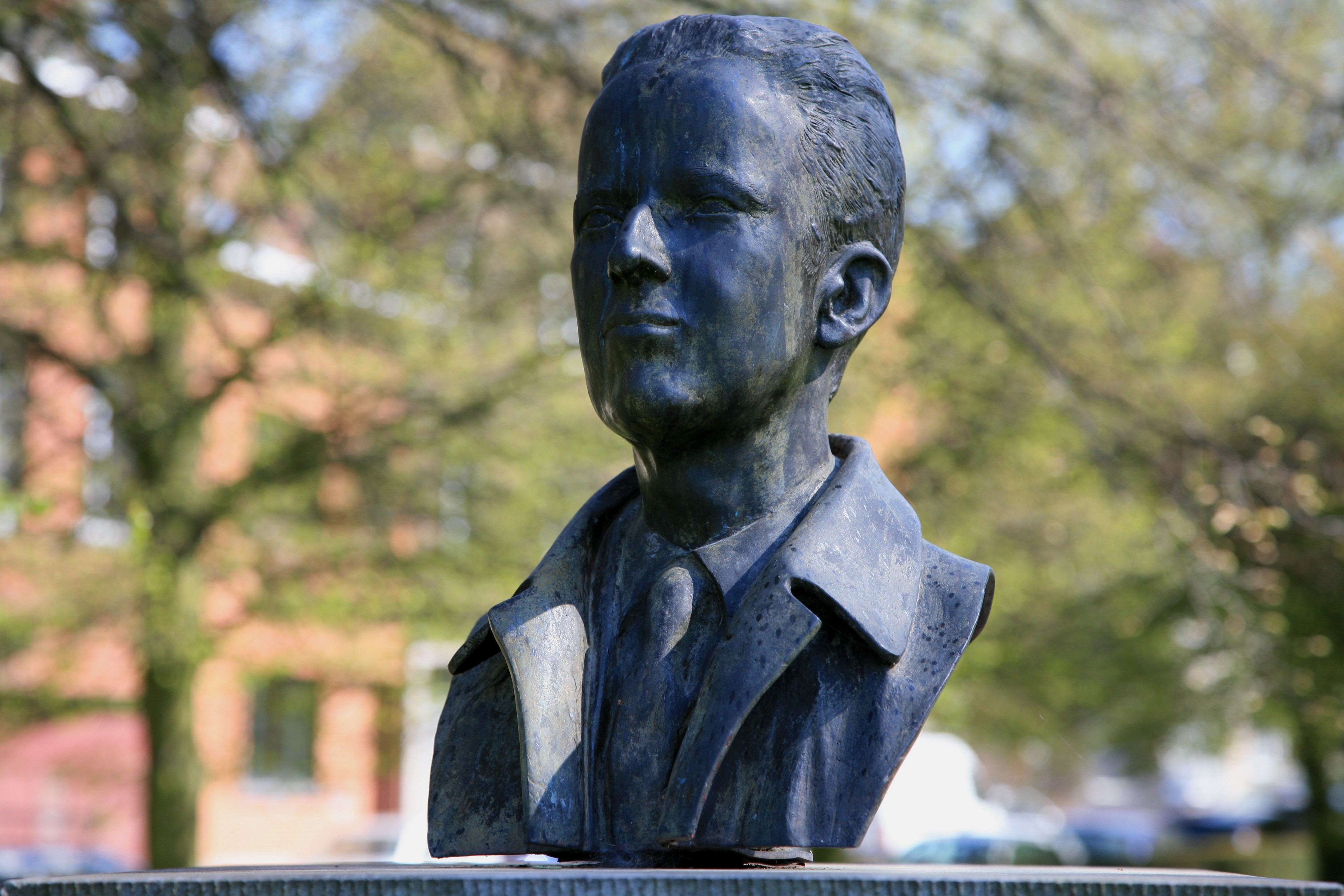
Baudouin, roi des Belges (Henri-Hubert Lenaerts, 1996)
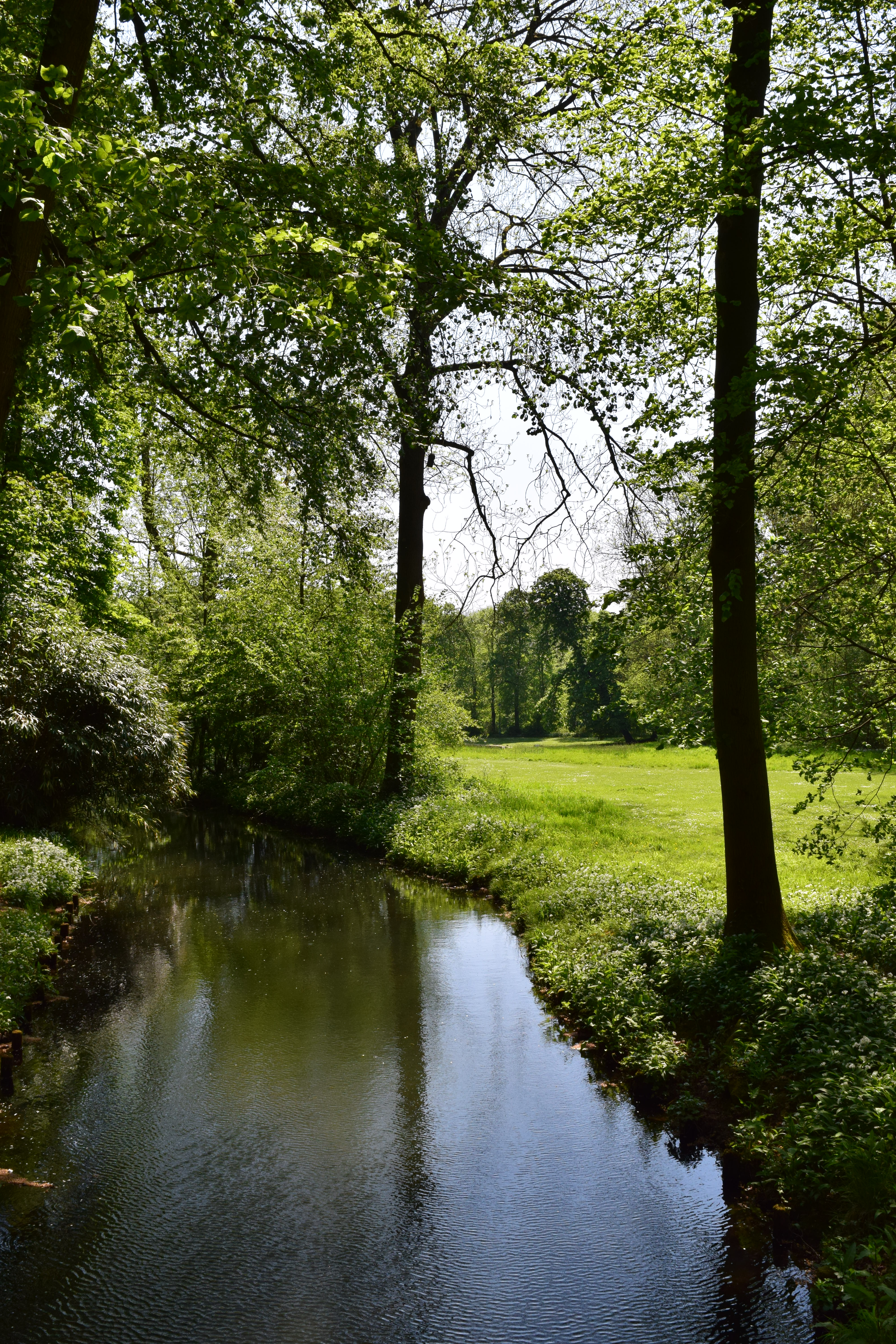
Le Molenbeek.
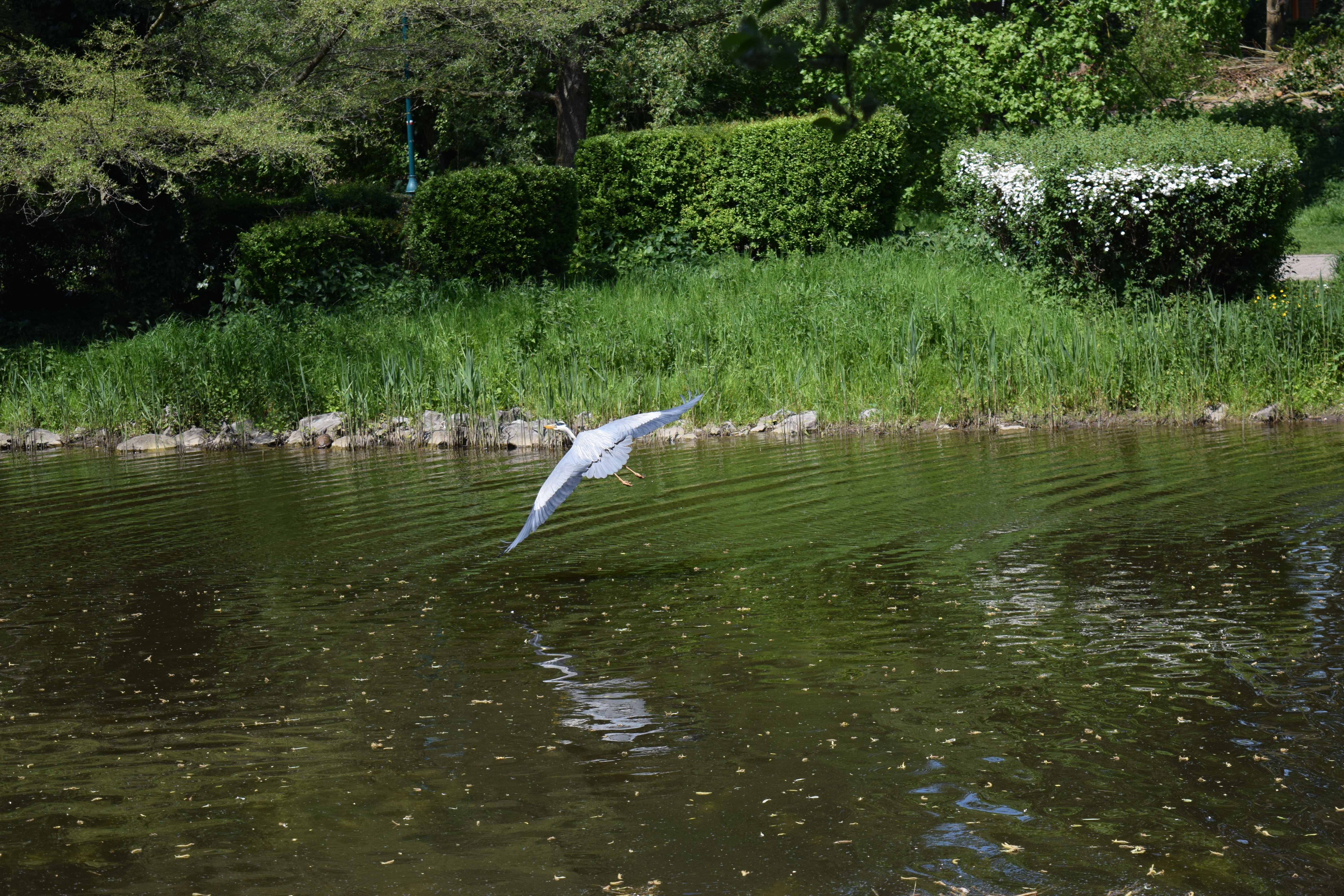
Héron et étendue d'eau au parc
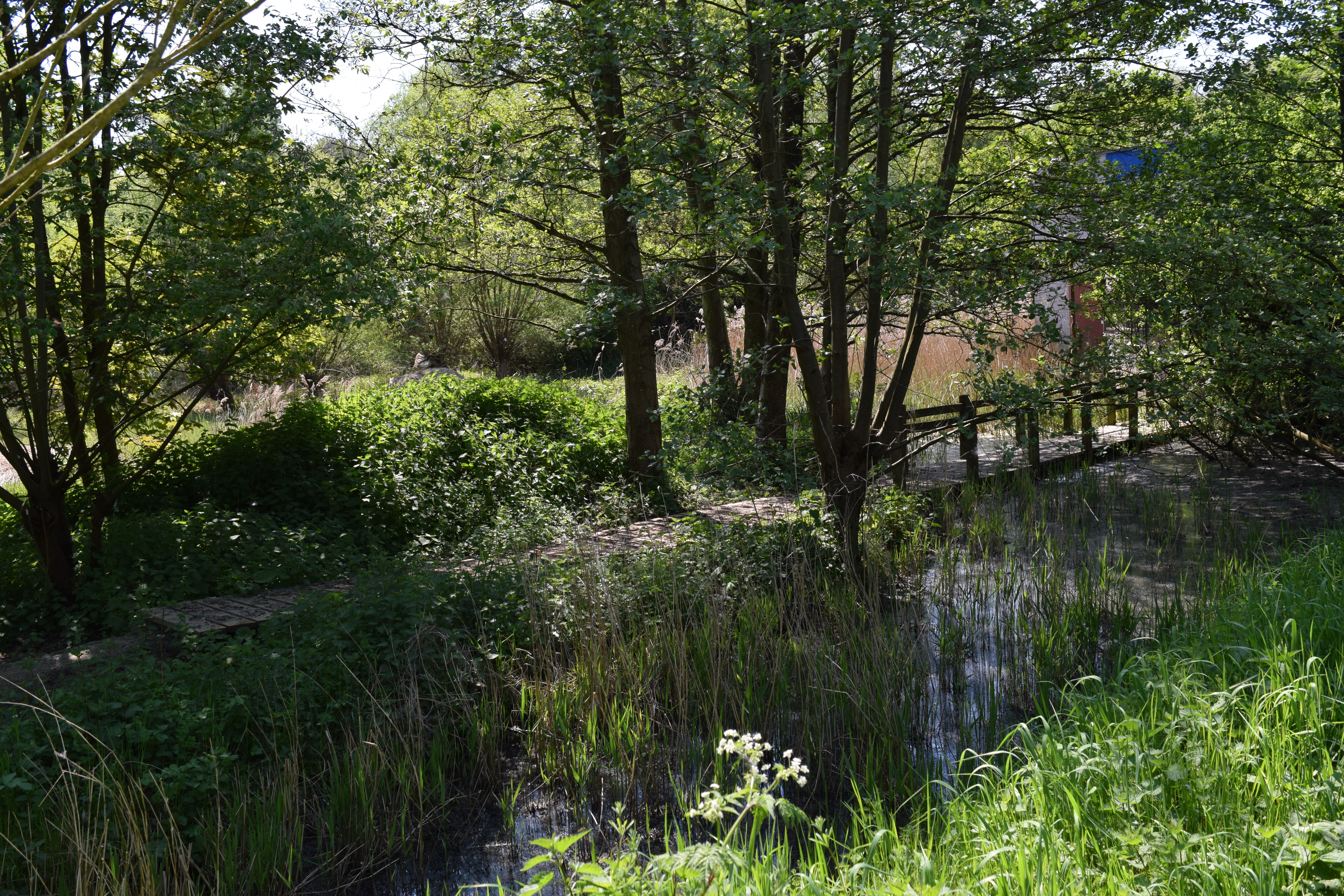
Marais de Jette au parc.
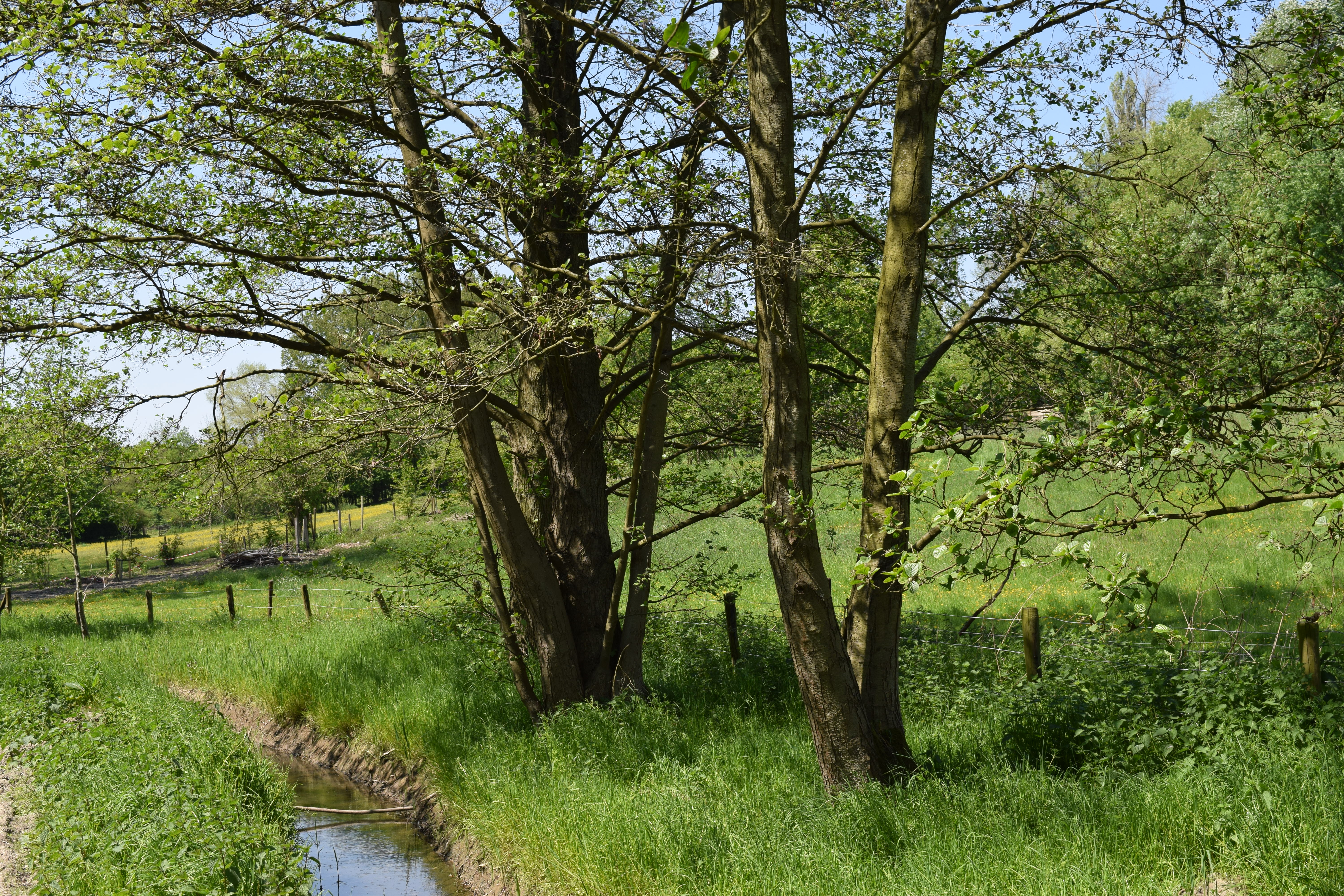
Prairies et verger dans le parc.

Les bois et réserves naturelles suivantes en font partie :
- Bois du Laerbeek
- Poelbosch
- Bois de Dieleghem